# Orobanche lutea
Orobanche lutea là loài thực vật có hoa thuộc họ Cỏ chổi. Loài này được Baumg. mô tả khoa học đầu tiên.

## Hình ảnh

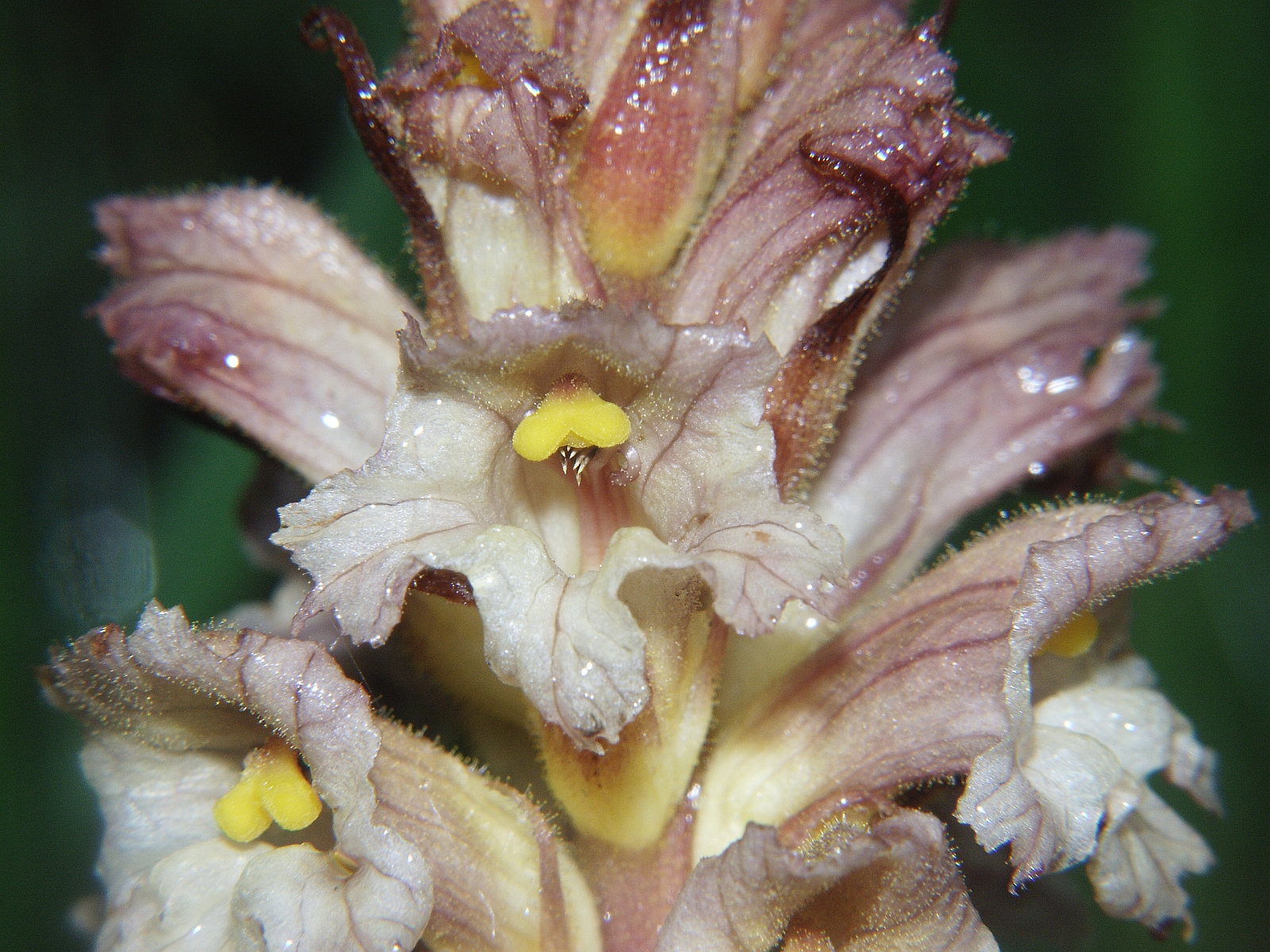
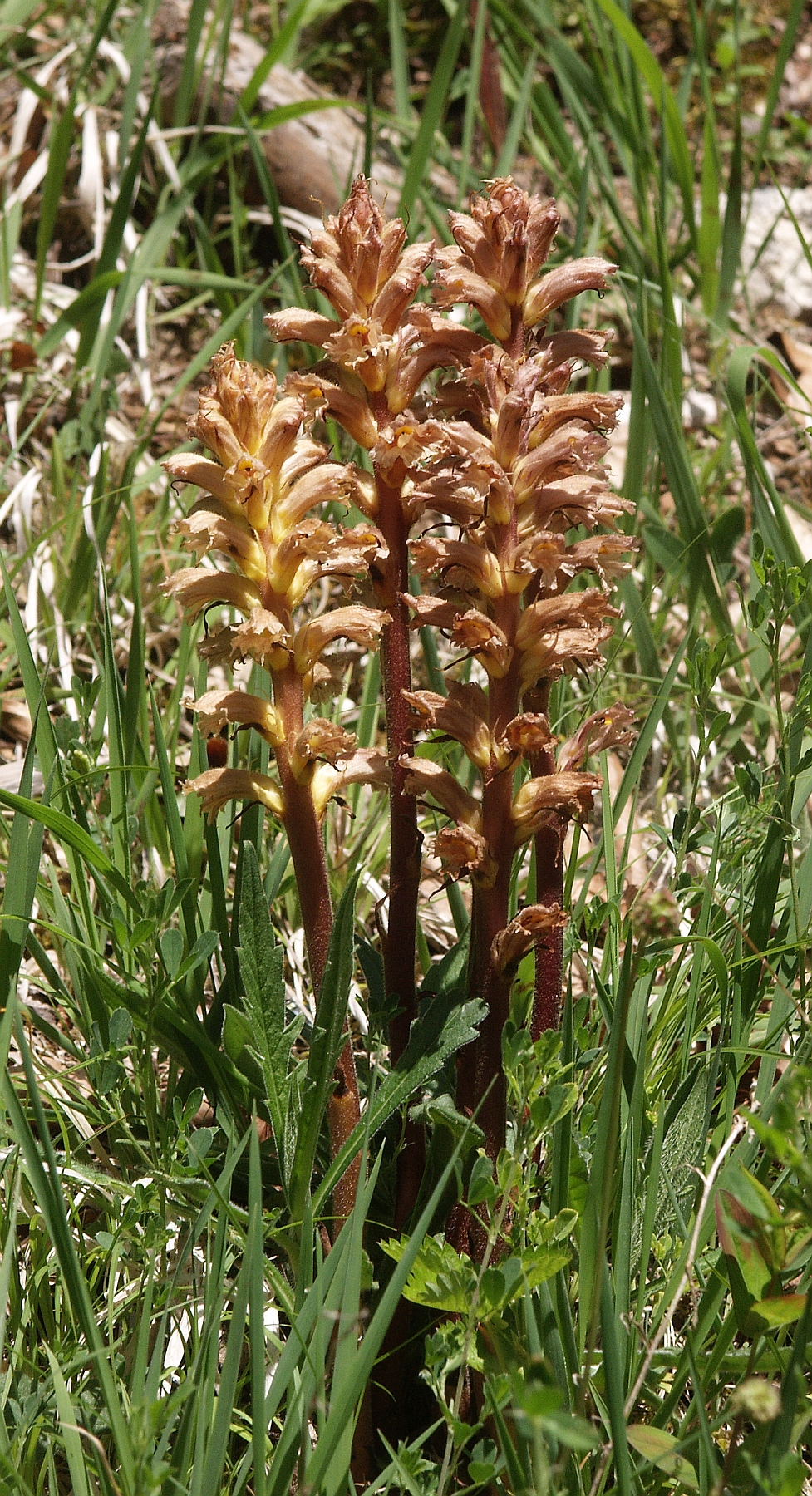
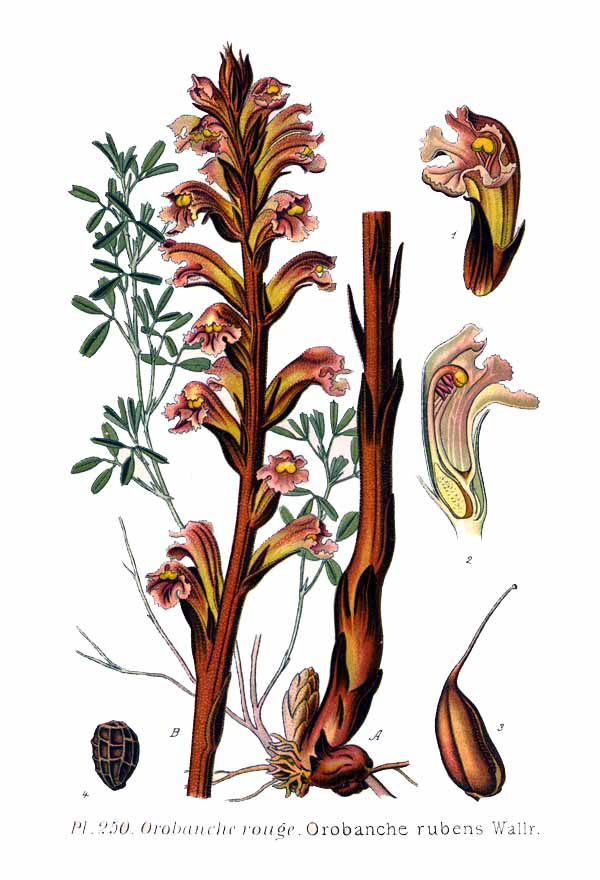
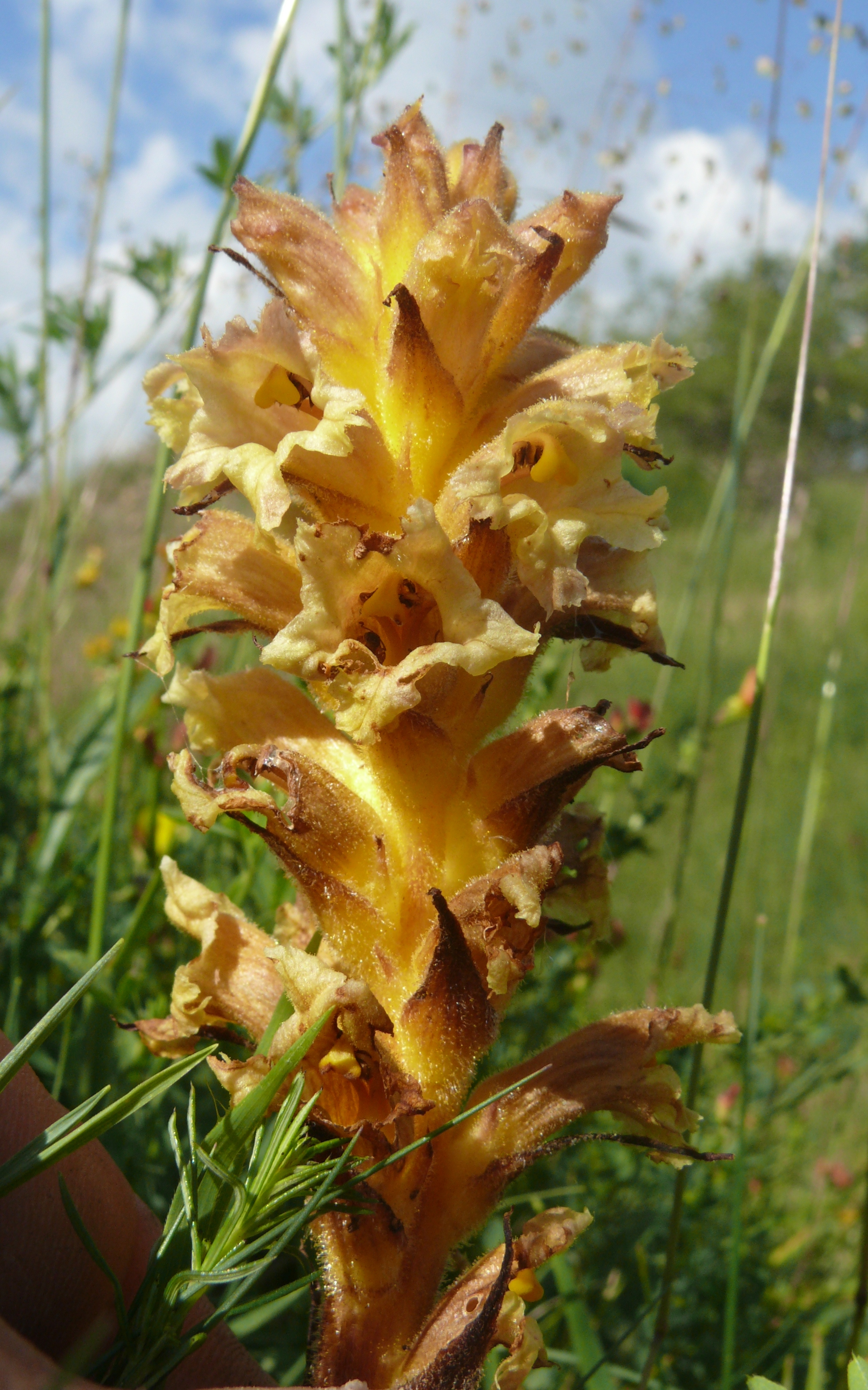